# とちぎテレビ
株式会社とちぎテレビ（英: Tochigi Television Co., Ltd.）は、栃木県を放送対象地域とし、テレビジョン放送事業を行っている特定地上基幹放送事業者である。
略称はコールサイン「JOGY-DTV」からGYT、愛称はとちテレ、とちぎTV。現在は愛称のとちテレが主に使用される。
日本国内の地上アナログテレビ放送では、この局が事実上最後の新規開局となった。

## 概要
栃木県唯一の県域テレビ局で、本社は栃木県宇都宮市にある。局舎は設立の経緯もあって中城街道沿いにある栃木県庁舎（別館）を改修し使用している。
栃木県における県域テレビジョン放送については、県域中波放送（AM放送）局の栃木放送（CRT、1963年開局）が開局当初より県域テレビ兼営を目指し、ラジオ開局後すぐにテレビ放送免許を最初に申請したが、その後在京キー局関連の16社も免許申請を行ったことにより申請の一本化調整が滞り30年近い月日が経過してしまう。1996年10月に県財界主導で開催された最終調整会議において、県などの要望に応えて他社とともに申請を取り下げ、栃木放送は単独でのテレビ放送を断念。その後栃木県外の資本に頼らない「オール栃木」体制を唱えて1996年12月、同県や経済界などを中心に準備委員会が発足し“第三セクター”方式での開局へと進んだ。こうした経緯もあり、栃木県・栃木県市長会・栃木県町村会の3社で34%の株式を保有しており、県域紙の下野新聞社が大株主になっている以外は既存メディアが大株主として存在しないという、日本の地上波テレビ局においては珍しい経営形態となっている。
CRTとは同社の子会社・栃放エンタープライズを通じて番組制作面での提携関係にあったが、2011年12月、経営資源の効率化を目的とした栃木放送の子会社化が臨時取締役会で正式決定。両局で報道や制作、営業等での連携が行われている。
とちぎテレビにレギュラー番組を持つお笑い芸人のU字工事が、キー局の番組（『秘密のケンミンSHOW』（現・『秘密のケンミンSHOW 極』。日本テレビ系列・読売テレビ制作）など）や漫才のネタ内で栃木県やとちぎテレビの話題をよくしていたため、「とちぎテレビと栃木県を盛り上げてくれた」との理由で金一封と表彰状を送ったことがある。

## 会社概要
- 商号 ： 株式会社とちぎテレビ
- 本社 ： 栃木県宇都宮市昭和二丁目2番2号
- 東京支社 ： 東京都千代田区一ツ橋一丁目1番1号 パレスサイドビルディング3階（栃木放送東京支社内）

## 資本構成
企業・団体は当時の名称。出典：

### 2023年3月31日
| 資本金 | 発行済株式総数 | 株主数 |
| ------ | -------------- | ------ |
| 30億円 | 60,000株       | 128    |

| 株主                   | 株式数   | 比率   |
| ---------------------- | -------- | ------ |
| 栃木県                 | 12,400株 | 20.66% |
| 栃木県市長会           | 04,800株 | 08.00% |
| 下野新聞社             | 04,000株 | 06.67% |
| 栃木県町村会           | 03,200株 | 05.33% |
| 足利銀行               | 03,000株 | 05.00% |
| 栃木銀行               | 02,700株 | 04.50% |
| 北関東綜合警備保障     | 02,100株 | 03.50% |
| トヨタウッドユーホーム | 01,200株 | 02.00% |
| 環境整備               | 01,100株 | 01.83% |
| コジマ                 | 01,000株 | 01.66% |

## 沿革

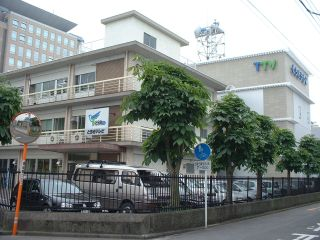
開局当初に使われた『TTV』ロゴの看板が残っていた本社（2003年撮影）

2008年4月から2015年3月まで使用されたロゴ

- 1997年（平成9年）5月14日 - 設立。
- 1999年（平成11年）4月1日 - 栃木県内の県域民放テレビ局として開局。
  - 本放送開始地点の中継局は矢坂、今市、足利、馬頭、葛生、岩舟の6局[7]。
- 2004年（平成16年）6月30日 - 局内の電気系統の故障が原因で午後3時30分頃から約2時間31分にわたって放送が中断する事故が発生。この件で、同年7月27日に総務省から指導を受ける。
- 2005年（平成17年）12月1日 - 地上デジタル放送開始（宇都宮送信所のみ）。
- 2006年（平成18年）
  - 3月1日 - 地上デジタル放送 宇都宮送信所の出力がフルパワー化。
  - 12月1日 - 地上デジタル放送 矢板局開局。
- 2007年（平成19年）
  - 1月6日・1月8日 - 第85回全国高等学校サッカー選手権大会の中継放送で、とちぎテレビ初の5.1サラウンド放送を実施（準決勝・決勝、日本テレビ（NTV）からのネット）。
  - 12月25日 - 地上デジタル放送 足利局開局。
- 2008年（平成20年）
  - 3月 - ワンセグの試験放送を開始。
  - 3月3日 - 地上デジタル放送 今市局開局。
  - 3月24日 - 地上デジタル放送 馬頭局開局。
  - 4月1日 - ワンセグの本放送を開始。新ロゴ「とちテレ」採用。
  - 7月1日 - 地上デジタル放送のデータ放送開始。緊急地震速報運用開始。携帯サイト開設。
  - 9月1日 - 地上デジタル放送のワンセグ向けデータ放送開始。
  - 12月26日 - 地上デジタル放送 日光清滝局・葛生局開局。
- 2009年（平成21年）
  - 3月16日 - 地上デジタル放送 ☆鹿沼局開局。
  - 12月25日 - 地上デジタル放送 足尾局・☆那須伊王野局・☆日光広久保局・岩舟局開局。
- 2010年（平成22年）
  - 3月15日 - 地上デジタル放送 ☆黒羽中野内局・☆烏山神長局・☆南那須志鳥局・☆黒羽川上局開局。
  - 4月1日 - 地上デジタル放送に完全対応した送出マスターに更新（NEC製）。局ロゴ「とちテレ」にデジタル3ch表記を併記。アナログ放送でアナログマークの表示。
  - 12月24日 - 地上デジタル放送 ☆那須稲沢局・☆黒羽前田局・☆烏山向田局・☆黒羽須賀川局・☆那須芦野局・☆鹿沼板荷局・☆益子上大羽局・☆那須寄居局・☆那須成沢局・☆喜連川局・鬼怒藤原局・☆中禅寺湖局・☆足利名草局開局。
- 2011年（平成23年）
  - 2月21日 - スタジオがハイビジョン化。報道取材がすべてハイビジョン化される。
  - 3月11日 - 東日本大震災発生。発生直後より報道特別番組を編成。以降同年3月一杯常時文字放送による震災情報を放送（ワンセグは除く）。
  - 7月2日 - 中継車等のHD化が完了、初のハイビジョンによる生中継として2011年Jリーグ第19節 栃木SC×コンサドーレ札幌戦を放送。
  - 7月24日 - 正午をもってアナログ放送が終了、翌日午前0時に完全停波。地上デジタル放送完全移行。

※☆印の中継局はデジタル新局として開局。なお、先行開局局のカバー状況により栃木県北部を中心にデジタル新局として最大10局を追加開局予定。
  - 12月16日 - 栃木放送を子会社化することを臨時取締役会が全会一致で可決。
- 2012年（平成24年）3月 - 栃木放送を子会社化。
- 2015年（平成27年）4月1日 - 現行の局ロゴに変更された。
- 2019年（平成31年）4月1日 - 開局20周年
- 2023年（令和5年）10月5日 - 民放公式配信サービスのTVerに参加し、一部の自社製作番組の配信を開始[8]。なお、該当番組は日本テレビが運営している無料動画配信サービス「日テレ無料TADA!」に提供されており、TVerでは更にその供給を受ける形で配信されている。この経緯から、TVerでは日本テレビ系列の番組として扱われている[9]。
- 2024年（令和6年）4月1日 - 開局25周年

## 業績推移
| 決算年度 | 売上高      | 営業利益   | 経常利益   | 当期純利益 |
| -------- | ----------- | ---------- | ---------- | ---------- |
| 2017年度 | 22億4,546万 | 4,034万    | 6,068万    | 3,432万    |
| 2018年度 | 21億284万   | 4,456万    | 6,023万    | 2,805万    |
| 2019年度 | 20億3,854万 | 7,628万    | 9,196万    | 5,523万    |
| 2020年度 | 18億3,729万 | 9,450万    | 1億980万   | 6,919万    |
| 2021年度 | 19億6,574万 | 1億4,718万 | 1億6,124万 | 1億236万   |
| 2022年度 | 20億9,104万 | 1億935万   | 1億2,391万 | 8,498万    |
| 2023年度 | 18億8,019万 | ▲6,309万   | ▲5,097万   | ▲5,482万   |

※官報より作成

## ネットワークの移り変わり
- 1999年（平成11年）4月1日 - 栃木県域でテレビ放送を開始。テレビ神奈川・千葉テレビ放送・テレビ埼玉・京都放送・サンテレビジョン・近畿広域圏局・中京広域圏局のキー局未ネット分で番組を編成。開局以来、独立放送局である。
- 2011年（平成23年）6月1日 - 群馬テレビ・テレビ埼玉・千葉テレビ放送・テレビ神奈川と5いっしょ3ちゃんねるを結成する。
- 2017年（平成29年）4月3日 - 東京メトロポリタンテレビジョン（TOKYO MX）から生放送の帯番組『5時に夢中!』の同時ネットを開始する。

## チャンネル
デジタル放送のリモコンキーIDは「3」。かつてのアナログ放送は個々の世帯によって違っていた（主に、5ch・7ch・11chのどれかが多い）。

### デジタル放送
| ※は垂直偏波 - 親局（宇都宮タワー） 29ch - 100W - 矢板中継局（矢板市赤滝北方高地） 29ch - 10W - 今市中継局 29ch - 10W - 足利中継局※ 29ch - 3W - 馬頭中継局※ 14ch - 1W - 葛生中継局※ 29ch - 1W - 岩舟中継局※ 14ch - 0.5W - 足尾中継局 31ch - 1W - 日光清滝テレビ中継局※ 30ch - 0.3W - 鬼怒藤原中継局 14ch - 0.05W - 鹿沼中継局 46ch - 1W - 那須伊王野中継局 14ch - 0.3W - 日光広久保中継局 32ch - 0.01W - 南那須志鳥中継局 13ch - 0.01W - 黒羽川上中継局 45ch - 0.01W | - 黒羽中野内中継局※ 13ch - 0.01W - 烏山神長中継局※ 13ch - 0.01W - 那須稲沢中継局 43ch - 0.01W - 黒羽前田中継局 13ch - 1W - 烏山向田中継局※ 14ch - 1W - 黒羽須賀川中継局 41ch - 0.05W - 那須芦野中継局※ 41ch - 0.05W - 鹿沼板荷中継局※ 38ch - 1W - 益子上大羽局中継局※ 13ch - 0.05W - 那須寄居中継局 41ch - 0.1W - 那須成沢中継局 13ch - 0.01W - 喜連川中継局※ 14ch - 0.05W - 中禅寺湖中継局 31ch - 0.3W - 足利名草中継局 29ch - 1W - 那須高原中継局 41ch - 10W |

### アナログ放送
2011年7月24日停波時点

| - 親局 31ch - 映像1kW、音声250W - 矢板中継局 33ch - 映像100W、音声25W - 今市中継局 48ch - 映像100W、音声25W - 足利中継局※ 47ch - 映像30W、音声7.5W - 馬頭中継局※ 48ch - 映像10W、音声2.5W | - 葛生中継局※ 53ch - 映像10W、音声2.5W - 岩舟中継局※ 61ch - 映像3W、音声0.75W - 足尾中継局 47ch - 映像10W、音声2.5W - 日光清滝中継局※ 46ch - 映像3W、音声0.75W - 鬼怒藤原中継局 31ch - 映像0.1W、音声0.025W |

## 放送区域
デジタル放送
- （親局・デジタル100W）　栃木県小山市、下野市、河内郡の全域及び宇都宮市、栃木市、真岡市、鹿沼市、矢板市、さくら市、上都賀郡、芳賀郡、下都賀郡、塩谷郡、那須郡、茨城県結城市、筑西市、古河市、桜川市の各一部。
- （矢板中継局・デジタル10W）栃木県宇都宮市、さくら市、矢板市、大田原市、那須塩原市、塩谷郡、那須郡の各一部。
- （今市中継局・デジタル10W）栃木県日光市、鹿沼市、下都賀郡壬生町及び塩谷郡塩谷町の各一部。
- （足利中継局・デジタル3W）栃木県足利市、佐野市、栃木市藤岡地域の各一部、群馬県太田市、館林市、邑楽郡板倉町、邑楽町の各一部
- （馬頭中継局・デジタル1W）栃木県那須郡那珂川町、那須烏山市の各一部

アナログ放送
- （親局・アナログ1kW）栃木県、埼玉県、千葉県、茨城県、群馬県、福島県の各一部（とちぎテレビ受信案内）。
- アナログ放送の中継局は在京局の栃木県内の中継局より少なく、山間部の一部で視聴できない世帯があったが、デジタル放送での新局開局により視聴できるようになった。

## 区域外再放送
太字の局はパススルー再放送をしている。
- 群馬県
  - ケーブルテレビ館林（館林市・板倉町・明和町・千代田町・邑楽町）
  - わたらせテレビ（太田局）
  - 光ネット（太田市・桐生市）
- 茨城県
  - ケーブルテレビ結城・ケーブルテレビ筑西
  - 古河ケーブルテレビ
  - 研究学園都市コミュニティケーブルサービス
  - JWAY
  - 首都圏ケーブルメディア（フローラルシティ南台エリアのみ）
- 埼玉県
  - ケーブルテレビ久喜

## 情報カメラ設置ポイント
宇都宮市の情報カメラは、2007年11月15日まではとちぎテレビ本社屋上のカメラを使用していたが、同年11月16日より栃木県庁新本庁舎屋上のカメラに切り替えられた。
- 栃木県庁本庁舎屋上（宇都宮市）[HD]
- 足利市駅前（足利市）[HD]
- 奥日光・明智平（日光市）[SD]
- 栃木県営那須野が原公園（那須塩原市）[HD]

## アナウンサー
フリー、事務所所属アナウンサー含む。局サイトでは他の番組出演者と区別なく紹介している。

### 現在の出演者
- 篠田和之（フリー）
- 飯島誠
- 藤田真奈（フリー）（2017年10月 - 2022年3月、2023年1月 - ）元コミュニティテレビこもろ所属。ナイトニュース9担当
- 元田芳（フリー）（2018年7月 - ） 元茨城放送アナウンサー[10]。イブ6プラス担当
- 松村優花（2022年4月 - ）元NHK富山放送局契約キャスター[11]。ナイトニュース9担当、イブ6プラス担当
- 小林厚妃（2023年4月 - ）[12][13] イブ6プラス、とちテレニュース等担当
- 須賀由美子（フリー）（2023年4月 - ）イブ6プラス担当
- 高里絵理奈（フリー）（2023年4月 - 2023年9月）イブ6プラス担当[14]

### 過去の出演者
- 高橋晴夫（栃木放送所属）※県政番組に出演していた
- 中山湖（栃木放送所属）
- 小田貴子（元テレビ岩手、元NHK宇都宮放送局キャスター、元茨城放送）
- 斉藤巌（栃木放送所属）
- 鈴江晴彦（フリー。元栃木放送→岐阜放送）
- 矢野健一（栃木放送所属）
- 有馬香（ジョイスタッフ所属）
- 萬代裕子（ボイスワークス所属。スカイパーフェクTV!）
- 鈴谷優子（ジョイスタッフ所属）
- 杉本麻依（TBSスパークル所属）
- 金谷有希子（福井テレビ、元NHK京都放送局契約キャスター）
- 水口美希（共同テレビ所属、元NHK徳島契約キャスター→テレビ愛知→NHK京都放送局契約キャスター）
- 石川由香里
- 田村麻実（2012年6月 - 2014年3月）
- 針谷衣織里（元エフエム富士、2012年4月 - 2014年3月）
- 荒生沙緒利（ジョイスタッフ所属、2011年10月 - 2014年3月）
- 三富裕子（元NHK津放送局→NHK名古屋放送局契約キャスター、2014年4月 - 2015年3月）
- 名和田知加（元福島テレビ→エス・オー・プロモーション所属、2013年4月 - 2016年3月）
- 片山侑紀（シー・フォルダ所属[15]、2009年4月 - 2012年3月・2013年4月 - 2016年3月）
- 渡辺一宏（シー・フォルダ所属、2010年4月 - 2013年3月）
- 増田美香（tvk、2015年4月 - 2016年9月）
- 田﨑好美（2015年4月 - 2017年3月）
- 阿部佳乃（新潟テレビ21→NHK水戸放送局→TBSスパークル所属、2016年10月 - 2017年3月）
- 柴田紗帆（キャスタークリエイト・ジャパン所属、2016年4月 - 2017年3月）
- 池田未来（お天気キャスター、オフィス気象キャスター株式会社所属、2014年4月 - 2017年3月）
- 吉田愛梨（元NHK山形放送局契約キャスター→ジョイスタッフ所属、2014年4月 - 2017年9月）
- 住谷綾香（2014年4月 - 2018年3月） 2014年3月までと2018年4月からは広島県を拠点にフリーで活動）
- 仁科美咲（2014年4月 - 2018年3月）フリー
- 中西希（ジョイスタッフ所属、2016年10月 - 2018年3月）
- 瀬戸山知花（ジョイスタッフ所属、2017年4月 - 2018年3月）2018年4月からは『うたの王様』アシスタントとして出演
- 鈴木斐子（お天気キャスター、元オフィス気象キャスター株式会社所属、2017年4月 - 7月）
- 中谷雪乃（2017年9月 - 2018年3月）お天気キャスター
- 今崎宏美（2017年4月[16] - 2018年5月） 元熊本県民テレビアナウンサー[17]、2018年6月より山口朝日放送に移籍[18]、テレビ朝日アスク出身[19]
- 佐藤委子（2010年4月 - 2012年3月、2017年4月 - 2019年3月）
- 福嶋真理子（2017年4月 - 2019年3月）キャスター、防災コーナー担当、栃木放送アナウンサー
- 田代大輔（2013年4月 - 2020年3月）お天気キャスター、オフィス気象キャスター株式会社所属
- 中矢邦子（2018年4月 - 2020年3月）元TBSラジオキャスター
- 竹下愛実（2018年4月 - 2019年3月） お天気キャスター、オフィス気象キャスター株式会社所属
- 佐藤悠介 スポーツコーナー担当
- 高橋映（2018年4月 - 2021年12月） 元NHK新潟放送局キャスター[20]
- 佐藤美樹（2016年4月 - 2022年3月）イブ6プラス担当
- 坂上未樹（2020年4月 - 2022年3月）イブ6プラス担当。退社後は日本気象協会所属の気象予報士。
- 中島梓（2021年12月 - 2022年3月）ナイトニュース9担当
- 若林芽育（ - 2022年12月）ナイトニュース9担当
- 具嶋柚月（2022年4月 - 2023年3月）ナイトニュース9担当
- 江口実玖（2022年4月 - 2024年3月）元NHK秋田放送局契約キャスター、ナイトニュース9担当、イブ6プラス担当、ジョイスタッフ所属[21]。

## マスコットキャラクター
てれすけ
やなせたかしがデザインを担当。公募で選ばれたこのキャラクターの名称は「テレビ」+「すけ」とされている。2006年12月より、宇都宮市内の東武宇都宮百貨店にて、てれすけくんストラップの発売が開始された。なお、このストラップの発売開始告知CMが制作・放送されている。
まろに☆えーる
とちぎのご当地アイドルグループ。栃木の名産品に由来する美少女キャラクター、春咲野乃花（はるさきののか、声：野水伊織）、堤愛実（つつみまなみ、声：設楽麻美）、瓜田瑠梨（うりたるり、声：小林元子）が特設サイト内にて、とちぎテレビで放送されるアニメ情報の宣伝などの活動に従事する。キャラクターデザインは一葵さやか。

## デジタル放送
2005年12月1日に親局である宇都宮送信所において地上デジタル放送が開局したが、ハイビジョン対応機材が充分でないため、デジタル放送開局特別番組はSD（標準画質）制作で4:3のアップコンバート放送だった。
以前はハイビジョン制作番組は他のU局と比べて非常に少なく、2010年7月5日のアナログ放送全番組へのレターボックス挿入開始後もほとんどが4:3のSDの額縁放送であったが、2011年2月21日よりスタジオがハイビジョン化され、4月にはほとんどの番組がハイビジョン放送に切り替わった。また、スポーツ中継なども7月2日の栃木SCホームゲーム中継を皮切りにハイビジョン化された。
2011年2月21日のスタジオのハイビジョン化に伴い、ローカルニュースもハイビジョン化されたのと同時に、自社取材での新たなニュース素材もようやくハイビジョンで放送を行うようになった（それまでは、ニュース素材は一切ハイビジョンで放送されておらず、たとえハイビジョンで撮影された素材でも、すべてSDの額縁放送となっていた）。
自社制作以外の番組でハイビジョン制作のものについては、マスターの設備上アナログ放送ではレターボックスが挿入されていた。
ワンセグ放送は2008年3月から試験放送を開始して、4月1日に本放送を開始した（データ放送は、地上デジタル放送のデータ放送開始にあわせて開始された）。ワンセグのチャンネル名称は、「とちぎテレビ携帯」。かつて、映像によっては粗いコマ送りになることもあったが、2010年4月からはほぼなくなった。
同年7月1日には、データ放送が開始されたが、ワンセグのデータ放送は栃木県の高校野球特設サイトへのリンクのみが提供されていたため実際に本放送を開始したのは9月1日である。
アナログ放送が終了するまで、デジタル放送に於いては、ハイビジョン制作の番組でも、ハイビジョンで放送されていないものもあった。CM用のハイビジョン設備が整っていなかったため、ハイビジョンで制作されたCMは全て額縁放送になっていたが、ワンセグ放送の画質改善と時期を同じくして2010年4月からCMもハイビジョンに対応した。
局のデジタル化推進のキャッチフレーズは「ひろが〜る ひろげ〜る デジタ〜ル」。歌詞もある。
2007年1月6日、1月8日の第85回全国高等学校サッカー選手権大会の中継放送で、とちぎテレビでは初の5.1サラウンド放送を実施した。
チャンネルは031・032・033の3つがある。2011年7月4日 - 8日には初のマルチ編成を実施し、通常番組・テレビショッピングの裏で032チャンネルを使用し、過去の夏の高校野球県大会決勝を放送。
2024年9月15日には、生中継していたサッカーJ2リーグの栃木SC-水戸ホーリーホック戦が雷雨の影響により約1時間半にわたり中断したため、急遽032チャンネル（HD）で延長放送を実施。031・033チャンネル（HD）では通常番組を放送した。

## 現在放送中の番組

### 自社制作番組

#### 情報・ニュース
- とちテレニュースモーニング（月曜 - 金曜 7:00 - 7:15）
- とちテレNEWS（月曜 - 金曜 13:30 - 13:40）
- イブ6アーカイブス（月曜 - 金曜 13:40 - 13:50）
- イブ6プラス（月曜 - 金曜 18:00 - 19:00）
- イブ6アンコール（月曜 - 金曜 21:55 - 22:30）
- とちテレリクルートTV「とちぎのベストカンパニー」（月曜 - 火曜 21:50 - 21:55）
- まるわかり!とちぎ（水曜 21:50 - 21:55）※手話放送
- ナイトニュース9（月曜 - 金曜 21:00 - 21:40）
- ナイトニュース サタサン（土曜 - 日曜 21:00 - 21:15）
- 井上咲楽の「サクサク！うつのみや市議会」（月曜 19:00 - 19:10、再放送: 木曜 7:15 - 7:25、日曜　9:15 - 9:25）
- 教えてイイトコうつのみや（第4週金曜日 19:00 - 19:10）
- 魅せます！とちブラ～とちぎブランド・ぶらり～（土曜日　9:30 -9:45、再放送:木曜　20:00 - 20:15） - TOKYOMXにもネット

#### 趣味・エンターテインメント
- いわむらかずおコレクション「テレビdeえほん」（月曜 - 金曜 7:15 - 7:30、月曜 19:15 - 19:30、金曜 19:15 - 19:30、土曜 9:45 - 10:00、日曜 9:00 - 9:15）※字幕放送
- わいわいボックス（火曜 19:30 - 19:30）
- U字工事の旅!発見（木曜 19:00 - 19:30、再放送 土曜 9:00 - 9:30、再々放送 翌月曜 11:00 - 11:30）
- saunominen －サウナ日和－（金曜 21:50 - 22:00）※東京メトロポリタンテレビジョンでネット。
- CarXs（金曜 22:30 - 23:00、再放送・日曜 22:30 - 23:00）
- カミナリのチャリ旅!シリーズ（木曜 19:30 - 20:00、再放送・月曜 22:30 - 23:00）
- とちぎ囲碁対局（土曜 12:00 - 13:00 ）

#### 音楽
- うたの王様（水曜 19:00 - 20:00、再放送：隔週水曜 19:00 - 20:00）
  - 栃木放送でも毎週木曜の同じ時間に放送している。
- SOUND30（不定期放送）

#### スポーツ
- Jリーグ栃木SCホームゲーム中継（スカパー!→DAZN制作分も担当）
- Bリーグ[注釈 3]宇都宮ブレックス中継（スポナビライブ→バスケットLIVE向けなどリーグ公式映像制作）[注釈 4]
- 栃木トヨタカップ決勝戦中継（兼サッカー天皇杯栃木県予選）
- 日本理化インダストリーズpresents MONTHLY TOCHIGI CITY（隔週　火曜 19:30 - 20:00）
- 真・ゴルフの王様!（水曜 20:30 - 21:00、土曜隔週 18:00 - 19:00）
- Good Golf Good Luck!（金曜 20:30 - 21:00、再放送・土曜 7:30 - 8:00）
- 全国高等学校野球選手権栃木大会中継
- 栃木県郡市町対抗駅伝競走大会（2014年から）
- ジャパンカップサイクルロードレース

#### その他の番組
- 県民の歌 - 放送開始・終了時に演奏している。
- おくやみ（月曜 - 金曜 21:40 - 21:45、土曜・日曜 21:15 - 21:20） - グレー系の背景に、亡くなった者の氏名・年齢・住所・告別式等の日時が3件ずつ表示され、女性アナウンサーがトーンを落とした声で住所（市町）→名前→享年の順で淡々と読み上げる。番組冒頭には「この時間は、下野新聞社の協力で、ご逝去された方のお名前をお伝えします」、最後には「下野新聞社の協力で、ご逝去された方のお名前をお伝えしました。ご冥福をお祈り致します。詳しくは、明日の下野新聞をご覧下さい」というナレーションが流れる。音楽はヨハン・ゼバスティアン・バッハ作曲の『平均律クラヴィーア曲集第2巻』より「BWV 893 前奏曲 - 3声のフーガ ロ短調」が使用されている。情報の協力は下野新聞社。2024年4月より開局25周年に合わせ背景・音楽共にリニューアルされた。番組の前後にはACジャパンの公共広告が入る。
- とちぎの自然（不定期放送）
- とちぎの風景（不定期放送）
- 生中継ふるさと宮まつり（毎年8月第1土曜日 18:45 - 20:00）
- うつのみや花火大会中継（毎年8月第2土曜日 18:45 - 20:35）
- 全日本プロアマ紅白歌合戦（毎年12月放送） - プロデューサーはロイ白川。テレビ埼玉にもネットされている他、栃木放送でもラジオ番組を放送している。第22回（2019年）までのタイトルは「全日本オールスター紅白歌合戦」。2020年は未開催。第23回（2021年）以降現在のタイトルとなった。

### 民間放送局共同ネット番組
- 全国高等学校サッカー選手権大会 - 民間放送43社共同制作・主催[注釈 5]。日本テレビからネット受けする全国大会準決勝・決勝及び本県代表校の試合は必ず放送する[注釈 6]。
- 日本ふるさと百景（不定期放送） - 東名阪ネット6など独立局13局共同制作、栃木県分制作局。

### 他局制作の番組

#### 日本テレビ系列
- グッと!地球便（土曜 10:30 - 11:00、読売テレビ（ytv）制作）

#### テレビ朝日系列
- 水曜どうでしょうプレミア（水曜 22:30 - 23:00、北海道テレビ制作） - どうでしょうシリーズは関東で最も早くネット開始している。
- 探偵!ナイトスクープ（月曜 20:00 - 20:55、ABC制作）
- 青春ブタ野郎はサンタクロースの夢を見ない（土曜 23:30 - 翌 0:00、ABCアニメーション・TOKYO MX・名古屋テレビ・BS11製作）
- 藤森慎吾の信州観光協会（木曜 22:30 - 23:00、長野朝日放送制作）

#### TBS系列
- ドラマ特区（木曜 23:30 - 翌 0:00、MBS制作）
- ドラマフィル（水曜 23:30 - 翌 0:00、MBS制作）
- 機動戦士ガンダム 鉄血のオルフェンズ（第2期）（月曜 23:00 - 23:30、MBS製作）
- ハイキュー!!（第1期）（火曜 23:00 - 23:30、MBS製作）
- 帝乃三姉妹は案外、チョロい。（水曜 0:30 - 1:00（木曜深夜）、MBS製作）

#### フジテレビ系列
- 銭形平次（月曜 - 金曜 15:05 - 16:00）
- テレビ寺子屋（金曜 11:00 - 11:30、テレビ静岡制作[注釈 7]）
- あらいぐまラスカル（土曜 8:30 - 9:00）
- 山ねずみロッキーチャック（日曜 8:30 - 9:00）

#### その他
- 5時に夢中!（月曜 - 金曜 17:00 - 18:00、TOKYO MX制作）
- ロンブー亮の釣りならまかせろ!（月曜 19:30 - 20:00、テレビ埼玉制作）
- こちら最新歌謡曲（火曜 8:00 - 8:30、テレビ埼玉制作）
- 舞妓シンデレラ（火曜 11:00 - 11:15、KBS京都制作）
- 京の水ものがたり（火曜 11:15 - 11:20、KBS京都制作）
- JEFF＠KYOTO おもてなし京都観光（火曜 11:20 - 11:25、KBS京都制作）
- 天竺鼠の川原の（火曜 22:30 - 23:00、テレビ埼玉制作）
- クルマでいこう!（金曜 19:30 - 20:00、tvk制作）
- 白黒アンジャッシュ（日曜 14:00 - 14:30、チバテレ制作）
- あんぎゃでござる!!（水曜 11:00 - 11:30、KBS京都制作）
- ダイアンのガチで!ごめんやす（水曜 20:00 - 20:30、群馬テレビ・BSよしもと制作）
- ミュージック・シャワー（木曜 8:00 - 8:30、チバテレ制作）
- ごりやくさん（再放送）（木曜 11:00 - 11:25、KBS京都制作）
- 新・ええじゃないか ～いい旅、いい発見～（土曜 14:00 - 14:55、三重テレビ制作）
- 洋楽天国+（土曜 20:30 - 21:00、tvk制作）
- 週刊バイクTV（火曜 20:00 - 20:30、チバテレ制作）
- 宝塚カフェブレイク（日曜 10:00 - 10:30、TOKYO MX制作）
- 浅草お茶の間寄席（日曜 12:00 - 13:00、チバテレ制作）
- 黒子のバスケ（第2期）（水曜 23:00 - 23:30、BS11製作・MBS製作協力）
- 気絶勇者と暗殺姫（木曜 23:00 - 23:30、BS11製作協力）
- 歌謡アップデート（金曜 8:00 - 8:15、群馬テレビ制作）
- 川井聖子と高島レイラの歌の彩は（金曜 8:15 - 8:30、テレビ埼玉制作）
- カウボーイビバップ（金曜 23:00 - 23:30）
- サイレント・ウィッチ 沈黙の魔女の隠しごと（土曜（金曜深夜） 0:00 - 0:30、BS11、TOKYO MX制作協力）
- その着せ替え人形は恋をする 第2期（日曜（土曜深夜） 0:00 - 0:30）
- 薫る花は凛と咲く（日曜（土曜深夜） 0:30 - 1:00、TOKYO MX、BS11制作協力）
- KOBE LIFE（第1、第3日曜 13:30 - 14:00、サンテレビ制作）

## 放送終了した番組

### 自社制作番組
- 太陽にほえっぺ!
  - 太陽にほえっぺ!マイルド
- 朝生とちぎ
- 楽らくクッキング
- とちぎ情報局
- クローズアップとちぎ
- とちぎ教育新事情
- Pナイト
  - Pナイト…でないと
- Go to J!! 栃木SC 2008 JFLホームゲーム中継
- MFJ全日本ロードレース選手権シリーズ - 『ツインリンクもてぎ』から全7戦を中継。
  - MFJ全日本バイクレース ロックオン
- 人格ラヂオの咲け〜バンギャル!!
- とちぎブランド情報番組 栃木のきらめき
- フジログ　※製作委員会参加
- 幼獣マメシバシリーズ（マメシバ一郎、マメシバ一郎 フーテンの芝二郎、幼獣マメシバ 望郷篇）　※東名阪ネット6との共同制作
- ろっくとぅざふゅーちゃー
- てれすけくんとパワフルJUMP!
- 今夜野宿になりまして　※5いっしょ3ちゃんねる・東名阪ネット6共同制作
- 業界用語の基礎知識 壇蜜女学園　※5いっしょ3ちゃんねる共同制作
- AKB0048 ※5いっしょ3ちゃんねる・東名阪ネット6・北海道テレビとの共同制作（製作委員会方式、編成関与）
- 猫侍シリーズ ※5いっしょ3ちゃんねる・東名阪ネット6他共同制作。
- モンキーパーマ（全3シーズン）※製作委員会参加、第2シーズンまでは5いっしょ3ちゃんねる・東名阪ネット6共同制作。
- TOCHIGI FIGHTING!!SC一枚岩
- とちぎの恵みで なんでもフレンチ
- TVコンテスト
- 雷イチゴ ※5いっしょ3ちゃんねる各局同時放送枠
- トヨタカローラ栃木プレゼンツ道の駅 カロやか Drive
- 乾杯戦士アフターVシリーズ ※5いっしょ3ちゃんねる・東名阪ネット6共同制作
- ロッケンロール
- ダイアモンド☆ユカイとユカイなラーメン研究所
- U字工事のShake-Hands!
- U字工事の産地直送!ふれあいマーケット（全3シーズン）
- 臨時職員平山あやの日光ソムリエ課（仮）
- ダイアモンド☆ユカイのダイスき!道の駅
- U字工事のLet'sかるたビーノ
- NEWSとちぎの朝
- イブニング6
- ニュースワイド21
- T.S.☆LAB!! 栃木サッカー研究所
- 週刊とちぎ元気通信
- 肉食女子部 ※5いっしょ3ちゃんねる共同制作
- 猫忍 ※5いっしょ3ちゃんねる他共同制作
- ソリディーモの冠番組
- おはよう!とちぎの朝
- Let's ゴルっち!
- 銀シャリのシャリのおとも
- イブニング6Plus
- とちテレニュース LIFE
- 雷様剣士ダイジ
- とちぎ発!旅好き!
- テレビスクールとちぎ[注釈 8]
- チーム大地のゴルフON&ON! 〜橋本大地のフェード最強論〜
- 満喫!とちぎ日和
- 知っトク!なるとちっ
- 生中継 LIGHTLINE START!!! 芳賀・宇都宮LRTいよいよ開業![注釈 9]
- Ride ON!
- あんた売れないわよ! ※BS11・TOKYO MX・5いっしょ3ちゃんねる・KBS京都・サンテレビとの共同製作
- まろに☆え〜るTVシリーズ

### 他局制作の番組

#### NHK
- スプーンおばさん（3話を1本にして放送）
- 未来少年コナン
- 名犬ジョリィ
- ニルスのふしぎな旅
- おねがい!サミアどん

#### 日本テレビ系列
- 日本テレビ
  - ティンティンTOWN!
  - 幻之介世直し帖
  - パパと呼ばないで
  - 西遊記シリーズ（堺正章版）
  - 俺たちの旅
  - 伝七捕物帳（中村梅之助版）
  - 桃太郎侍（高橋英樹版）
  - 猿飛佐助
  - 長崎犯科帳
  - 父子鷹
  - 長七郎江戸日記
  - 八百八町夢日記
  - 闇を斬る!大江戸犯科帳
  - 松平右近事件帳
  - 田原坂
  - 銭形平次（風間杜夫版）
  - 太陽にほえろ!
  - 無用ノ介
  - 白虎隊
  - 右門捕物帖
  - 月曜19時台で放送された作品
    - キャプテン
    - キャッツ・アイ2部作
    - ガラスの仮面（エイケン制作アニメ版）
    - きまぐれオレンジ☆ロード
    - 燃える!お兄さん

  - 水曜19時台で放送された作品
    - ベルサイユのばら
    - 鉄腕アトム（第2作）

  - 木曜19時で放送された作品
    - ときめきトゥナイト
    - 伊賀野カバ丸

  - 金曜17時台で放送された作品
    - 魔神英雄伝ワタル
      - 魔神英雄伝ワタル2

    - ママは小学4年生
    - 昆虫物語 みなしごハッチ(リメイク版)

  - 金曜18時で放送された作品
    - 魔法の天使クリィミーマミ

  - 新・エースをねらえ!
  - MONSTER
  - ちいさなおばけアッチ・コッチ・ソッチ
  - 家なき子（東京ムービー新社制作アニメ版）
  - ちはやふるシリーズ
  - 犬猫アワー 47都道府犬R&にゃ〜めん
  - 俺物語!!
  - ふらいんぐうぃっち（RABとの共同制作）
  - うどんの国の金色毛鞠（RNCとの共同制作）
- 読売テレビ
  - 土曜19時で放送された作品
    - 琴姫七変化
    - 黄金バット
    - 巨人の星[注釈 10]

  - 日曜7時で放送された作品
    - 夢色パティシエール
    - べるぜバブ

  - 日曜19時台で放送された作品
    - 侍ジャイアンツ

  - 月曜19時で放送された作品
    - ロボタン（第2作）
    - シティーハンター全シリーズ
    - 犬夜叉2部作
    - ブラック・ジャック
    - ブラック・ジャック21
    - 結界師
    - ヤッターマン（第2作）

  - YAWARA!
  - GA 芸術科アートデザインクラス（UHFアニメ扱い）
  - WORKING!!シリーズ（WWW.WORKING!!を含む、UHFアニメ扱い）
  - 宇宙兄弟
  - 金田一少年の事件簿R
- STV
  - D!アンビシャス
  - 熱烈!ホットサンド!
  - チビナックス
- 中京テレビ
  - 太田上田
- BS日テレ
  - エリアス ちいさなレスキューせん
  - ドラゴンクライシス!
  - 登る女
  - アリス・ギア・アイギス Expansion

#### テレビ朝日系列
- テレビ朝日
  - カリメロ（第1作）
  - ザ・カゲスター
  - 機動武闘伝Gガンダム
  - 勇者ライディーン(HDリマスター版)
  - 荒野の素浪人
  - 一休さん
  - 達磨大助事件帳
  - 三匹が斬る!（第5シリーズまで）
  - 若さま侍捕物帳
  - 大忠臣蔵
  - 鬼平犯科帳（萬屋錦之介版・白鸚版）
  - 江戸の鷹 御用部屋犯科帖
  - 江戸の牙
  - 破れ傘刀舟悪人狩り
  - 破れ奉行
  - 破れ新九郎
  - 土曜19時30分で放送された作品
    - 秘密戦隊ゴレンジャー
    - SLAM DUNK

  - 土曜20時枠で放送された作品
    - 人造人間キカイダー
    - キカイダー01

  - 蒼天の拳
  - THE FROGMAN SHOW
- 北海道テレビ
  - どうでしょうリターンズ
  - ドラバラ鈴井の巣
  - おにぎりあたためますか
  - チャンネルはそのまま!
  - 弁当屋さんのおもてなし
- メ〜テレ
  - ニャニがニャンだー ニャンダーかめん
  - 無敵鋼人ダイターン3
  - 機動戦士ガンダム
    - 機動戦士Ζガンダム
    - 機動戦士ガンダムΖΖ
    - 機動戦士ガンダムユニコーン RE:0096

  - BLACK LAGOON
    - BLACK LAGOON The Second Barrage

  - 熱いぞ!!猫ヶ谷
  - おとりよせ王子 飯田好実
- ABC
  - 必殺シリーズ
  - ザ・ハングマン
  - 女人平家
  - 土曜19時台で放送された作品
    - 海のトリトン
    - ど根性ガエル（アニメ版）
    - はじめ人間ギャートルズ
    - はいからさんが通る
    - おはよう!スパンク

  - 火曜19時台で放送された作品
    - みつばちマーヤの冒険
    - 星の王子さま プチ・プランス

  - 日曜8時30分で放送された作品
    - メイプルタウン物語
    - 夢のクレヨン王国
    - おジャ魔女どれみ全シリーズ
    - プリキュアシリーズ（『ふたりはプリキュア』、『ふたりはプリキュアMaxHeart』、『Yes!プリキュア5』-『スマイルプリキュア!』）

  - トッポ・ジージョ(アニメ版)
  - H2(アニメ版)
  - 幻影ヲ駆ケル太陽（UHFアニメ扱い）
  - サーバント×サービス（UHFアニメ扱い）
  - クオリディア・コード（ABCアニメーション製作）△
  - Occultic;Nine -オカルティック・ナイン-（ABCアニメーション製作）△
  - Re:CREATORS（ABCアニメーション製作）△
  - アイドルマスター SideM（ABCアニメーション製作）△
  - SK∞ エスケーエイト（ABCアニメーション製作）
- BS朝日
  - 明日ちゃんのセーラー服 △

ほか

#### TBS系列
- TBS
  - 木曜19時で放送された作品
    - まんが世界昔ばなし
    - 少年アシベ2部作

  - 星の子チョビン
  - 行け!稲中卓球部
  - 原始少年リュウ
  - ひだまりスケッチシリーズ（1期及び2期からのセレクション、4期）
  - アイドルマスター
  - スープカレー（HBCと共同制作）
  - 大岡越前
  - 江戸を斬る
  - 妻の定年
- BS-i
  - ガダルカナル・タカのでるネット編集部
- CBC
  - RAY THE ANIMATION（※RKB・TBCとの共同製作）
  - 京極夏彦 巷説百物語（RKB・RCCとの共同制作）
- MBS
  - スイッチを押すとき
  - 3丁目のタマ うちのタマ知りませんか?
  - 全国高校ラグビー大会（※2000年度まで共同制作機構に参加）
  - ドラマシャワーで放送された作品
    - 不幸くんはキスするしかない!
    - 先輩、断じて恋では!
    - 高良くんと天城くん
    - 永遠の昨日
    - 飴色パラドックス
    - ジャックフロスト
    - 4月の東京は…
    - 体感予報

  - ドラマ特区で放送された作品
    - ピーナッツバターサンドウィッチ
    - 文学処女[注釈 11]
    - ホクサイと飯さえあれば[注釈 11]
    - 俺たちはあぶなくない〜クールにさぼる刑事たち
    - 社内マリッジハニー
    - 夢中さ、きみに。
    - 西荻窪 三ツ星洋酒堂
    - RISKY
    - ラブファントム
    - 初情事まであと1時間
    - どうせもう逃げられない
    - 美しい彼[注釈 12]
    - たびくらげ探偵日記
    - あせとせっけん
    - モトカレ←リトライ
    - 教祖のムスメ
    - FLAIR BARTENDER'Z
    - 少年のアビス
    - 恋と弾丸
    - あなたは私におとされたい
    - バツイチがモテるなんて聞いてません
    - 墜落JKと廃人教師[注釈 12]
    - 犬と屑
    - 結婚予定日
    - 君となら恋をしてみても

  - 金曜19時で放送された作品
    - エースをねらえ!（アニメ版）
    - 昆虫物語 新みなしごハッチ
    - 宇宙鉄人キョーダイン
    - じゃりン子チエ
    - 三丁目の夕日

  - 土曜18時で放送された作品
    - とんでぶーりん
    - ママはぽよぽよザウルスがお好き
    - 機動戦士ガンダムSEEDシリーズ
      - 機動戦士ガンダムSEED DESTINY

    - 機動戦士ガンダム00 ファーストシーズン

  - 日曜17時で放送された作品
    - 機動戦士ガンダム00 セカンドシーズン
    - 青の祓魔師

  - アニメイズム及びその前身枠で放送された作品
    - Aチャンネル
    - 夏色キセキ
    - 魔法少女まどか☆マギカ △
    - Persona4 the ANIMATIONシリーズ
    - 鬼灯の冷徹
    - Classroom☆Crisis
    - 黒執事（第1期のセレクション放送）
    - 妖狐×僕SS（傑作選として放送）△

  - アニメシャワーで放送された作品
    - 世界征服〜謀略のズヴィズダー〜 △
    - ニセコイ △（第1期）
    - デュラララ!!×2全3シリーズ △（第1期はTBSテレビで放送）
    - 進撃の巨人[注釈 13]
    - かぐや様は告らせたい〜天才たちの恋愛頭脳戦〜シリーズ △
    - Angel Beats! △
    - ホリミヤ（テレビアニメ版）シリーズ △
    - 青の祓魔師シリーズ（島根啓明結社篇（第3期）以降） △[注釈 14]
    - 黒執事 -緑の魔女編-
    - mono

ほか

#### テレビ東京系列
- テレビ東京
  - 旅人異三郎
  - 合身戦隊メカンダーロボ
  - 六三四の剣
  - 宇宙海賊ミトの大冒険
    - 宇宙海賊ミトの大冒険2人の女王様

  - ドン・チャック物語
  - ミスター味っ子
  - アタッカーYOU!
  - 緊急発進セイバーキッズ
  - 姫ちゃんのリボン
  - 赤ずきんチャチャ
  - ジャングル大帝（新）
  - 三つ目がとおる
  - ジャンケンマン
  - こてんこてんこ
  - 赤ちゃんと僕
  - ぼのぼの
  - ごぞんじ!月光仮面くん
  - 甲虫王者ムシキング 森の民の伝説
  - 豊臣秀吉 天下を獲る!
  - 天元突破グレンラガン
  - 喧嘩屋右近シリーズ
  - 刺客請負人2部作
  - 炎の奉行 大岡越前守
  - キャプテン翼（平成版）
  - スクライド
  - あばれ八州御用旅
  - 夢みるトッポ・ジージョ
  - 楽しいムーミン一家シリーズ
  - ガラスの仮面（東京ムービー制作アニメ版）
  - ぎんぎつね
  - けものフレンズシリーズ
  - 咲-Saki-シリーズ
  - 大江戸捜査網（平成版）
  - 幕府お耳役檜十三郎
  - 寧々〜おんな太閤記
  - 徳川武芸帳 柳生三代の剣
  - 付き馬屋おえん事件帳
  - 銀魂（第4期まで）
  - 編笠十兵衛（村上弘明版）
  - そば屋梅吉捕物帳
  - 新世紀エヴァンゲリオン
  - 織田シナモン信長
- テレビ大阪
  - 阪神タイガース戦中継
  - 新みつばちマーヤの冒険
  - ぐるぐるタウンはなまるくん
  - 石橋勝のボランティア21
  - 中国世界遺産ものがたり -悠久の旅人たち-（※現在はテレビ東京へ移行）

ほか

#### フジテレビ系列
- フジテレビ
  - 日曜9時台で放送された作品
    - ひみつのアッコちゃん（第3作）
    - アストロボーイ・鉄腕アトム
    - ゲゲゲの鬼太郎（第5作）

  - 日曜18時で放送された作品
    - ハクション大魔王
    - いなかっぺ大将
    - 科学忍者隊ガッチャマン
      - 科学忍者隊ガッチャマンII
      - 科学忍者隊ガッチャマンF

    - てんとう虫の歌
    - ポールのミラクル大作戦

  - 日曜19時台で放送された作品
    - アタックNo.1（アニメ版）
    - タッチ
    - 陽あたり良好!（アニメ版）
    - キテレツ大百科
    - 世界名作劇場（『アルプスの少女ハイジ』-『家なき子レミ』）

  - 月曜19時台で放送された作品
    - 妖怪人間ベム（アニメ版）
    - 釣りキチ三平

  - 火曜19時で放送された作品
    - 昆虫物語 みなしごハッチ（第1作）
    - 樫の木モック
    - 新造人間キャシャーン

  - 水曜19時台で放送された作品
    - ジャングル大帝（第1・2作）
    - アラビアンナイト シンドバットの冒険
    - ドカベン
    - うる星やつら
    - るろうに剣心 -明治剣客浪漫譚-

  - 木曜19時で放送された作品
    - スペースコブラ

  - 金曜19時で放送された作品
    - ラ・セーヌの星

  - 土曜18時台で放送された作品
    - タイムボカンシリーズ（『タイムボカン』-『タイムパトロール隊オタスケマン』、『逆転イッパツマン』）
    - あした天気になあれ
    - おそ松くん(第2作)
    - 平成天才バカボン
    - 幽☆遊☆白書
    - みどりのマキバオー

  - 土曜19時30分で放送された作品
    - ハイスクール!奇面組
    - らんま1/2

  - 木曜22時台で放送された作品
    - もう誰も愛さない

  - 月曜9時枠で放送された作品
    - 教師びんびん物語
    - 教師びんびん物語II
    - キモチいい恋したい!

  - 頭文字D
  - フォーミュラ・ニッポン中継
  - 髪結い伊三次
  - 剣客商売
  - 銭形平次（北大路欣也版）
  - 鬼平犯科帳（中村吉右衛門版）
  - 仕掛人・藤枝梅安
  - 座頭市物語
  - 新・座頭市シリーズ
  - 大盗賊
  - 一心太助
  - 時をかける少女（内田有紀版）
  - 江戸の渦潮
  - 江戸の激斗
  - パタリロ!
  - ノイタミナ枠で放送された作品
    - あの日見た花の名前を僕達はまだ知らない。
    - 冴えない彼女の育てかたシリーズ（※関西テレビと共同制作）
    - ギヴン
- 東海テレビ
  - おでかけ!パレット
  - 爆笑!駐在君が行く!
  - 娼婦と淑女
  - エゴイスト 〜egoist〜
  - 愛の嵐
  - 華の嵐
  - 夏の嵐
  - 牡丹と薔薇
  - 冬の輪舞
  - 新・風のロンド
  - 緋の稜線
  - 白と黒
  - 金色の翼
  - 契約結婚
  - 運命の森
  - プラチナエイジ
- 関西テレビ
  - J3KANSAI（ジェイ・キューブ・カンサイ）
  - ほんじゃに!
  - ガラパゴス 〜絶滅危惧品種保護委員会〜
  - 服部半蔵 影の軍団シリーズ
  - ブレンド・S △
  - スロウスタート △
  - 関ジャニ∞のジャニ勉
  - ウマ娘 プリティーダービーシリーズ（※UHFアニメ扱い）
  - フットマップ
  - 火曜10時枠で放送された作品
    - イマジン
    - 春ランマン
    - 天体観測
    - クニミツの政
    - 傷だらけのラブソング
- BSフジ
  - こんにちはアン
  - 放課後のプレアデス（※UHFアニメ扱い）
  - アイドル事変（※UHFアニメ扱い）

ほか

#### JAITS
- 群馬テレビ
  - ワールドフールニュース
  - ぐんま一番
  - 続・ゴルフ上達Q&A
  - お前はまだグンマを知らない
  - アンカンミンカンのカラギリ‼
  - 戦隊ヒーロー スキヤキフォースシリーズ
  - 技に迫る
  - JOYのASOBU-TV JOYnt!
- テレビ埼玉
  - ホレゆけ!スタア☆大作戦
  - Mission-E
  - 玉ニュータウン
  - モテ福
  - カオスパイ
  - リケ恋〜理系が恋に落ちたので証明してみた。〜
  - ロバートの秋山竜次音楽事務所
  - ビッグスギのSTEP UPゴルフ
  - フィッシング倶楽部
  - いたくろむらせのオンとオフ→いたくろここなのオンとオフ
  - 負けるな!熱血ハナコのお笑い部
  - 天竺鼠の川原の
  - いろはに千鳥
- チバテレ
  - 村口史子のグッドゴルフ
- TOKYO MX
  - テレバイダー
  - スケアクロウマン
  - 真・ニッキゴルフ
  - アクセル・ワールド
  - ご自慢ライブ おしあげNOW→東京スカイツリータウン MXご自慢ライブ
  - リトルバスターズ!
  - サタデーLIVE
  - ヤマノススメシリーズ（第3期まで）
  - アクエリオンロゴス（※1期、2期はテレビ東京で放送）
  - JKめし!ベストセレクション
  - 美少女遊戯ユニット クレーンゲールシリーズ
  - ナゾトキネ
  - BanG Dream!（第1期）
  - クリオネの灯り
  - カイトアンサ
  - ラブ米シリーズ
  - Fate/kaleid liner プリズマ☆イリヤシリーズ
  - ゴールデンカムイシリーズ
  - ばくおん!!
  - 君のことが大大大大大好きな100人の彼女シリーズ
  - E!TVで放送された作品（同時ネット）
    - DOG DAYSシリーズ
    - かんなぎ
    - うたの☆プリンスさまっ♪ マジLOVE1000%
    - Fate/Zero
    - 偽物語
    - ソードアート・オンラインシリーズ △
    - 俺の彼女と幼なじみが修羅場すぎる
    - 俺の妹がこんなに可愛いわけがないシリーズ
    - 〈物語〉シリーズ セカンドシーズン
    - 蟲師 続章
    - 魔法科高校の劣等生シリーズ △

  - 同枠廃止後に放送された作品
    - Fate/stay night ［Unlimited Blade Works］ △
    - 終物語
    - 化物語 △
    - ラグナストライクエンジェルズ △（学戦都市アスタリスク・2ndシーズンに内包）
    - ReLIFE △
    - ViVid Strike! △
    - 亜人ちゃんは語りたい △
    - グランブルーファンタジーシリーズ △
    - 地獄少女 宵伽 △
    - 活劇 刀剣乱舞 △
    - いつだって僕らの恋は10センチだった。 △
    - カーニバル・ファンタズム △（OVA作品かつセレクション放送） △
    - Fate/EXTRA last encore △
    - ソードアート・オンライン オルタナティブ ガンゲイル・オンラインシリーズ △
    - はたらく細胞シリーズ △
    - ペルソナ5 △
    - 抱かれたい男1位に脅されています。 △
    - ロード・エルメロイII世の事件簿シリーズ △
    - Fate/Grand Order -絶対魔獣戦線バビロニア- △
    - へんたつ[注釈 15] △
    - マギアレコード 魔法少女まどか☆マギカ外伝シリーズ △
    - 『ヒプノシスマイク -Division Rap Battle-』Rhyme Animaシリーズ
    - Vivy -Fluorite Eye's Song- △
    - 86-エイティシックス-シリーズ △
    - ヴァニタスの手記シリーズ △
    - ビルディバイドシリーズ △
    - 羅小黒戦記 ぼくが選ぶ未来[注釈 16] △
    - 万聖街[注釈 16] △
    - ぼっち・ざ・ろっく！ △
    - ベルセルク 黄金時代篇 MEMORIAL EDITION △
    - UniteUp!シリーズ △
    - マッシュル-MASHLE-シリーズ △
    - NieR:Automata Ver1.1aシリーズ △
    - 俺だけレベルアップな件シリーズ △
    - 黒執事 -寄宿学校編- △
    - 龍族 -The Blazing Dawn- △
    - ATRI -My Dear Moments- △
- tvk
  - 新車情報
  - 新車ファイル クルマのツボ
  - saku saku
  - まめうしクン
  - 全力ウサギ
  - そらのおとしものシリーズ
  - 実在性ミリオンアーサー
  - 銀の劇プレ
  - びったれ!!!
  - 東京キッド
  - 柴公園
  - 森川さんのはっぴーぼーらっきー
  - 藤田玲の＃カモマイ
  - キンシオ
  - ねこ物件
  - アルコ&ピースのほんの気持ちですが!
- ぎふチャン
  - ゴルフキャンプ
- 三重テレビ
  - 欽ちゃんのニッポン元気化計画
  - お伊勢さん（※神宮式年遷宮の特別企画として）
  - 熊野古道〜お伊勢さんからもうひとつの聖地へ〜
  - 斎王〜幻の宮の皇女〜
  - 音楽の源流
  - お伊勢参り
  - 祈り～神と仏と～
  - ええじゃないか。
  - 氏神さま〜私たちの身近な祈り〜
- KBS京都
  - 京のいっぴん物語
  - 極上の京都
  - 欧州ワイン紀行〜銘醸ワインの産地を訪ねて〜
  - ごりやくさん
- サンテレビ
  - ガールズファイル
  - 手づくり花づくりシリーズ
- BS11
  - JRA競馬中継
  - にゅるにゅる!!KAKUSENくん2期
  - ACCA13区監察課
  - 徒然チルドレン
  - ハワイ新発見
  - アホガール
  - 火ノ丸相撲
  - うちの娘の為ならば、俺はもしかしたら魔王も倒せるかもしれない。
  - 転生したらスライムだった件シリーズ（第2期まで）[注釈 17]
  - 吸血鬼すぐ死ぬ（第1期）
  - もののがたりシリーズ
  - 沖縄で好きになった子が方言すぎてツラすぎる
  - ANIME+[注釈 18]で放送された作品
    - ハイスクール・フリート
    - エロマンガ先生
    - ぼくたちは勉強ができない
    - バック・アロウ
    - くノ一ツバキの胸の内
    - ライザのアトリエ 〜常闇の女王と秘密の隠れ家〜
    - 豚のレバーは加熱しろ
    - 百千さん家のあやかし王子
    - ギルドの受付嬢ですが、残業は嫌なのでボスをソロ討伐しようと思います
    - 天久鷹央の推理カルテ
- 共同制作
  - 走る男シリーズ（『走る男』-『走る男F』）（東名阪ネット6・BS11）
  - 犬飼さんちの犬（東名阪ネット6）
  - 温泉女子（東名阪ネット6・ぎふチャン）
  - 中央競馬ワイド中継（首都圏トライアングル）
  - イッテ♡恋48（首都圏トライアングル・サンテレビ・メーテレ）
  - ウルトラゾーン（首都圏トライアングル・サンテレビ・メーテレ）
  - 伊集院光のばらえてぃーばんぐみ（東名阪ネット6・ホリプロ）
  - TV・局中法度!（首都圏トライアングル・サンテレビ・ワタナベエンターテインメント）
  - PAN AM/パンナム（5いっしょ3ちゃんねる特別企画）
  - 白鳥麗子でございます!（河北麻友子版）（首都圏トライアングル・メーテレ）
  - 秘密結社鷹の爪 カウントダウン（テレビ朝日・MBS・静岡放送）
  - 人狼ゲーム ロストエデン（東名阪ネット6[注釈 19]・メ〜テレ）
  - 東京リベンジャーズシリーズ（第2期以降）（MBS・AT-X・テレビ東京[注釈 20]）
  - 鬼滅の刃 △（アニプレックス・集英社・ufotable・フジテレビ[注釈 21] ）
  - 惑星のさみだれ（MBS[注釈 22]・BS11）
  - おいしい給食シリーズ（tvk・TOKYO MX・BS12ほか）
  - 変人のサラダボウル（TBS[注釈 23]・BS11・CBC）
  - ハズレ枠の【状態異常スキル】で最強になった俺がすべてを蹂躙するまで（TBS[注釈 23]・BS11）
  - UHFアニメ（共同製作）
    - メカクシティアクターズ △（TOKYO MX・BS11）
    - アルドノア・ゼロシリーズ △（ABC・TOKYO MX・BS11）
    - ガンスリンガー ストラトス △（TOKYO MX・BS11）
    - プラスティック・メモリーズ △（ABC・BS11・AT-X）
    - Charlotte △（MBS・TOKYO MX・BS11）
    - 学戦都市アスタリスクシリーズ △（ABC・アニマックス）
    - キズナイーバー △（ABC・BS11）
    - B-PROJECTシリーズ △（第2期まで）（ABCアニメーション・TOKYO MX・BS11[注釈 24]）
    - Rewrite △（MBS・TOKYO MX・BS11）
    - ゆるキャン△シリーズ（テレビアニメ版）（AT-X・BS11）
    - ラーメン大好き小泉さん（TOKYO MX・AT-X）
    - Fate/Apocrypha △（TOKYO MX・BS11）
    - ダーリン・イン・ザ・フランキス △（ABCアニメーション・メ〜テレ・TOKYO MX・BS11）
    - 邪神ちゃんドロップキックシリーズ（第2期まで）（UHB・BSフジ[注釈 25]）
    - 青春ブタ野郎はバニーガール先輩の夢を見ない △（ABCアニメーション・メ〜テレ・TOKYO MX・BS11）
    - ベルゼブブ嬢のお気に召すまま。 △（ABCアニメーション・TOKYO MX）
    - ケムリクサ（BSフジ・UHB）
    - 通常攻撃が全体攻撃で二回攻撃のお母さんは好きですか? △（TOKYO MX・BS11）
    - 俺を好きなのはお前だけかよ △（TOKYO MX・BS11）
    - 理系が恋に落ちたので証明してみた。シリーズ（UHB（第1期・第2期共通）・BS11（第1期）・BSフジ（第2期））
    - ダーウィンズゲーム △（AT-X・TOKYO MX・BS11）
    - 22/7 △（ABCアニメーション・TOKYO MX・メ〜テレ・BS11）
    - かくしごと（AT-X・BS日テレ・TOKYO MX）
    - ド級編隊エグゼロス △（AT-X・TOKYO MX・BS11）
    - 魔王学院の不適合者 〜史上最強の魔王の始祖、転生して子孫たちの学校へ通う〜シリーズ △（AT-X・BS11・TOKYO MX（第1期・第2期共通）・読売テレビ（第2期））
    - 神様になった日 △（ABCアニメーション・TOKYO MX・BS11・メ～テレ）
    - 恋と呼ぶには気持ち悪い（UHB・BSフジ・宮崎放送）
    - シャドーハウスシリーズ △ （TOKYO MX・BS朝日・WOWOW）
    - ぐんまちゃん（第1期）（tvk[注釈 26]・群馬県）
    - ヴィジュアルプリズン △（TOKYO MX・WOWOW）
    - 東京24区 △（ABCアニメーション・メ〜テレ・TOKYO MX・BS11）
    - その着せ替え人形は恋をする △（TOKYO MX・BS11）
    - 群青のファンファーレ △（BS11・TOKYO MX）
    - リコリス・リコイル △（ABCアニメーション・BS11）
    - Engage Kiss △（ABCアニメーション・BS11・メ～テレ）
    - 後宮の烏 △（関西テレビ・BS11）
    - Buddy Daddies △（ABCアニメーション・メ～テレ・TOKYO MX・BS11）
    - 山田くんとLv999の恋をする △（TOKYO MX・BS11）
    - あやかしトライアングル △（読売テレビ・BS11）
    - 16bitセンセーション ANOTHER LAYER △（BS11・TOKYO MX）
    - 柚木さんちの四兄弟。（BS11・AT-X・TOKYO MX）
    - 新しい上司はど天然 △（ABCアニメーション・BS11・TOKYO MX）
    - 即死チートが最強すぎて、異世界のやつらがまるで相手にならないんですが。（TOKYO MX・MBS・BS11）
    - 逃げ上手の若君 △（TOKYO MX・BS11）
    - 負けヒロインが多すぎる! △（BS11・TOKYO MX・読売テレビ）
    - デリコズ・ナーサリー △（TOKYO MX・BS11）
    - スライム倒して300年、知らないうちにレベルMAXになってました（BS11・AT-X）
    - 魔王2099 △（BS11・TOKYO MX）
    - クラスの大嫌いな女子と結婚することになった。（TOKYO MX・BS11）△
    - ざつ旅-That's Journey-（AT-X・読売テレビ・BS11）
    - 日々は過ぎれど飯うまし（ABCアニメーション・名古屋テレビ・TOKYO MX・BS11）△

ほか

#### その他
- WOWOW
  - パタパタ飛行船の冒険
  - REIDEEN
- TwellV
  - アジアHOTプレス!
- キッズステーション
  - よばれてとびでて!アクビちゃん
  - お茶犬〜緑っとものがたり
- ファミリー劇場
  - コケッコーさん
- AT-X
  - とある魔術の禁書目録シリーズ（第2期まで）
  - とある科学の超電磁砲シリーズ（第2期まで）
  - あの夏で待ってる
  - ロウきゅーぶ!
  - たまゆら 〜hitotose〜
  - 薄桜鬼（第2シリーズまで）
  - きんいろモザイクシリーズ
  - デート・ア・ライブシリーズ（第2期まで）
  - かげきしょうじょ!!
  - Re:ゼロから始める異世界生活 3rd season[注釈 27]
- BSスカパー!
  - グラゼニ
- その他UHFアニメ
  - プレイボールシリーズ
  - 狼と香辛料
    - 狼と香辛料II

  - 紙芝居で綴る日本昔ばなし
  - アスタロッテのおもちゃ!
  - シャングリ・ラ
  - エースをねらえ!2
  - これはゾンビですか?シリーズ
  - うぽって!!
  - えびてん 公立海老栖川高校天悶部
  - Another
  - STEINS;GATEシリーズ
  - マケン姫っ!
  - ストライクウィッチーズシリーズ（第2期まで）
  - のうりん
  - 聖闘士星矢 THE LOST CANVAS 冥王神話※OVA作品
  - キューティクル探偵因幡
  - ガールズ&パンツァー
  - 健全ロボ ダイミダラー
  - 魔法少女リリカルなのはViVid
  - デート・ア・ライブシリーズ（第2期まで）
  - ラブライブ![注釈 28]
  - アイドルマスター シンデレラガールズ
  - いなり、こんこん、恋いろは。
  - ブラッドラッド
  - 有頂天家族
  - 薄桜鬼 〜御伽草子〜
  - 氷菓
  - 花咲くいろは
  - 森田さんは無口
  - DRIFTERS
  - この素晴らしい世界に祝福を!（第1期）
  - ろんぐらいだぁす!
  - ポプテピピック（第1期）
  - 音楽少女
  - Cutie Honey Universe
  - えんどろ〜!
  - ラブライブ!サンシャイン!!シリーズ（第2期まで）
  - この音とまれ!
  - 神之塔 -Tower of God- △
  - 衛宮さんちの今日のごはん（セレクション放送）△
  - 機動戦士ガンダム0080 ポケットの中の戦争 ※OVA作品
  - 白猫プロジェクト ZERO CHRONICLE
  - からかい上手の高木さんシリーズ（第2期まで）[注釈 29]
  - どろろ
  - ギャルと恐竜
  - Dr.STONEシリーズ（TVスペシャルまで）
  - オルタンシア・サーガ △
  - 先輩がうざい後輩の話
  - プラオレ!〜PRIDE OF ORANGE〜 ※本局は協力として参加。
  - トモちゃんは女の子! △
  - 【推しの子】シリーズ
  - 白聖女と黒牧師 △
  - 機動戦士ガンダム 第08MS小隊 ※OVA作品
  - MFゴーストシリーズ
  - ダンジョン飯
  - 響け!ユーフォニアム（第2期まで）[注釈 30]
  - しかのこのこのここしたんたん
- その他
  - ピングー
  - あすゴル!
  - スライム倒して300年、知らないうちにレベルMAXになってました ～そのに～
  - その着せ替え人形は恋をする